# Juan Carlos Garay
Juan Carlos Garay (Quito, 15 september 1968) is een voormalig profvoetballer uit Ecuador, die speelde als middenvelder gedurende zijn carrière. Hij stapte later het trainersvak in.

## Clubcarrière
Garay speelde zijn gehele carrière in zijn vaderland Ecuador en kwam onder meer uit voor El Nacional en LDU Quito. Hij beëindigde zijn loopbaan in 2004 bij Club Deportivo Técnico Universitario.

## Interlandcarrière
Garay speelde 28 interlands voor Ecuador, en scoorde eenmaal voor de nationale ploeg. Hij maakte zijn debuut op 5 juni 1991 in de vriendschappelijke uitwedstrijd tegen Peru (0-1) in Lima, net als doelman Erwin Ramírez, Robert Burbano, Ivo Ron, José Guerrero, Juan Guamán, Ángel Fernández en Nixon Carcelén.
Zijn eerste en enige interlandtreffer maakte hij op 19 juni 1991 in de vriendschappelijke thuiswedstrijd tegen Chili (2-1) in Guayaquil. Garay nam met Ecuador deel aan twee edities van de strijd om de Copa América (1991 en 1995). Zijn laatste interland speelde hij op 6 maart 1996 in de vriendschappelijke uitwedstrijd tegen Japan (1-0-overwinning) in Gifu, maar dat betrof een officieuze wedstrijd omdat de Aziaten met hun U23-ploeg aantraden.
| Interlands van Juan Carlos Garay voor Ecuador | Interlands van Juan Carlos Garay voor Ecuador | Interlands van Juan Carlos Garay voor Ecuador | Interlands van Juan Carlos Garay voor Ecuador | Interlands van Juan Carlos Garay voor Ecuador | Interlands van Juan Carlos Garay voor Ecuador |
| №                                             | Datum                                         | Wedstrijd                                     | Uitslag                                       | Competitie                                    | Goals                                         |
| Als speler van Club Deportivo El Nacional     | Als speler van Club Deportivo El Nacional     | Als speler van Club Deportivo El Nacional     | Als speler van Club Deportivo El Nacional     | Als speler van Club Deportivo El Nacional     | Als speler van Club Deportivo El Nacional     |
| --------------------------------------------- | --------------------------------------------- | --------------------------------------------- | --------------------------------------------- | --------------------------------------------- | --------------------------------------------- |
| 1                                             | 5 juni 1991                                   | Peru – Ecuador                                | 2 – 1                                         | Vriendschappelijk                             | 0                                             |
| 2                                             | 19 juni 1991                                  | Ecuador – Chili                               | 2 – 1                                         | Vriendschappelijk                             | 7'                                            |
| 3                                             | 25 juni 1991                                  | Ecuador – Peru                                | 2 – 2                                         | Vriendschappelijk                             | 0                                             |
| 4                                             | 30 juni 1991                                  | Chili – Ecuador                               | 3 – 1                                         | Vriendschappelijk                             | 0                                             |
| 5                                             | 7 juli 1991                                   | Colombia – Ecuador                            | 1 – 0                                         | Copa América                                  | 0                                             |
| 6                                             | 9 juli 1991                                   | Uruguay – Ecuador                             | 1 – 1                                         | Copa América                                  | 0                                             |
| 7                                             | 13 juli 1991                                  | Ecuador – Bolivia                             | 4 – 0                                         | Copa América                                  | 0                                             |
| 8                                             | 15 juli 1991                                  | Brazilië – Ecuador                            | 3 – 2                                         | Copa América                                  | 0                                             |
| 9                                             | 24 mei 1992                                   | Guatemala – Ecuador                           | 1 – 1                                         | Vriendschappelijk                             | 0                                             |
| 10                                            | 4 juli 1992                                   | Uruguay – Ecuador                             | 3 – 1                                         | Vriendschappelijk                             | 0                                             |
| 11                                            | 30 mei 1993                                   | Ecuador – Peru                                | 1 – 0                                         | Vriendschappelijk                             | 0                                             |
| 12                                            | 4 mei 1994                                    | Ecuador – Zuid-Korea                          | 2 – 1                                         | Vriendschappelijk                             | 0                                             |
| 13                                            | 25 mei 1994                                   | Ecuador – Argentinië                          | 1 – 0                                         | Vriendschappelijk                             | 0                                             |
| 14                                            | 5 juni 1994                                   | Ecuador – Zuid-Korea                          | 2 – 1                                         | Vriendschappelijk                             | 0                                             |
| Als speler van LDU Quito                      |                                               |                                               |                                               |                                               |                                               |
| 15                                            | 24 mei 1995                                   | Schotland – Ecuador                           | 2 – 1                                         | Kirin Cup                                     | 0                                             |
| 16                                            | 28 mei 1995                                   | Japan – Ecuador                               | 3 – 0                                         | Kirin Cup                                     | 0                                             |
| 17                                            | 4 juni 1995                                   | Ecuador – Zambia                              | 4 – 1                                         | Vriendschappelijk                             | 0                                             |
| 18                                            | 10 juni 1995                                  | Ecuador – Costa Rica                          | 2 – 1                                         | Vriendschappelijk                             | 0                                             |
| 19                                            | 12 juni 1995                                  | Ecuador – Zambia                              | 1 – 0                                         | Vriendschappelijk                             | 0                                             |
| 20                                            | 10 juli 1995                                  | Colombia – Ecuador                            | 1 – 0                                         | Copa América                                  | 0                                             |
| 21                                            | 13 juli 1995                                  | Peru – Ecuador                                | 1 – 2                                         | Copa América                                  | 0                                             |
| 22                                            | 25 oktober 1995                               | Bolivia – Ecuador                             | 2 – 2                                         | Vriendschappelijk                             | 0                                             |
| 23                                            | 2 februari 1996                               | Venezuela – Ecuador                           | 0 – 1                                         | Vriendschappelijk                             | 0                                             |
| 24                                            | 11 februari 1996                              | Libanon – Ecuador                             | 1 – 0                                         | Vriendschappelijk                             | 0                                             |
| 25                                            | 16 februari 1996                              | Oman – Ecuador                                | 0 – 2                                         | Vriendschappelijk                             | 0                                             |
| 26                                            | 18 februari 1996                              | Qatar – Ecuador                               | 1 – 1                                         | Vriendschappelijk                             | 0                                             |
| 27                                            | 23 februari 1996                              | Koeweit – Ecuador                             | 0 – 3                                         | Vriendschappelijk                             | 0                                             |
| 28                                            | 25 februari 1996                              | Qatar – Ecuador                               | 1 – 2                                         | Vriendschappelijk                             | 0                                             |